# آمریتا (رستوران)
آمریتا (انگلیسی: The Amrita) که در زبان سانسکریت به معنای «فناناپذیر» است، نخستین رستوران برهنگان در ژاپن است که در ۲۹ ژوئیه ۲۰۱۶ میلادی در توکیو تأسیس شد و اینک شعبه‌هایی در لندن و ملبورن هم دارد. هزینهٔ ورودیه و غذا بر حسب منو و نوع نمایش، از ۱۴٬۰۰۰ تا ۸۰٬۰۰۰ ین متفاوت است.

## قوانین ورود
آمریتا قوانین سخت‌گیرانه‌ای هنگام برگزاری نمایش‌های رستورانی خود دارد که برخی از آنها به قرار زیر است:
- محدودیت سن: ۱۲۰–۲۱ سال. افرادی که بیست‌ساله یا کمتر هستند، حق ورود ندارند.
- محدودیت وزن: کسانی که بیش از ۱۵ کیلوگرم از متوسطِ قدی-وزنی خود بالاتر باشند، اجازه ورود ندارند.
- افرادی که اضافه وزن دارند، اما چهره‌ای زیبا دارند، ممکن است بنا بر تصمیم موردیِ مدیران رستوران، اجازهٔ ورود بیابند.
- مشتریان حتماً باید یک لباسِ زیر کاغذی که توسط رستوران ارائه می‌شود، بر تن کنند.
- مشتریان به هیچ عنوان حق ندارند با روش‌هایی همچون صحبت یا لمس، مایهٔ آزار و رنجش خاطر سایر مشتریان شوند.
- افرادی که روی بدنشان خالکوبی دارند، اجازهٔ ورود به رستوران ندارند.
- افرادی که شرایط فوق را دارند، باید گوشی‌های همراه و دوربین عکاسی خود را کمدهای مخصوصی بگذارند.